# Уэст-Карролл (приход)
Уэ́ст-Ка́рролл (англ. West Carroll Parish, фр. Paroisse de Carroll Ouest) — приход штата Луизиана, США. Официально образован в 1877 году. По состоянию на 2010 год, численность населения составляла 11 604 человека.

## География
По данным Бюро переписи США, общая площадь прихода равняется 934,991 км2, из которых 932,401 км2 — суша, и 2,331 км2, или 0,300 %, — это водоёмы.

## Население
По данным переписи населения 2000 года на территории прихода проживает 12 314 жителей в составе 4 458 домашних хозяйств и 3 249 семей. Плотность населения составляет 13,00 человек на км2. На территории прихода насчитывается 4 980 жилых строений, при плотности застройки около 5,00-ти строений на км2. Расовый состав населения: белые — 79,89 %, афроамериканцы — 18,88 %, коренные американцы (индейцы) — 0,25 %, азиаты — 0,13 %, гавайцы — 0,01 %, представители других рас — 0,43 %, представители двух или более рас — 0,41 %. Испаноязычные составляли 1,35 % населения независимо от расы.
В составе 33,30 % из общего числа домашних хозяйств проживают дети в возрасте до 18 лет, 57,80 % домашних хозяйств представляют собой супружеские пары, проживающие вместе, 12,30 % домашних хозяйств представляют собой одиноких женщин без супруга, 27,10 % домашних хозяйств не имеют отношения к семьям, 24,80 % домашних хозяйств состоят из одного человека, 13,80 % домашних хозяйств состоят из престарелых (65 лет и старше), проживающих в одиночестве. Средний размер домашнего хозяйства составляет 2,59 человека, и средний размер семьи 3,09 человека.
Возрастной состав прихода: 25,60 % — моложе 18 лет, 9,70 % — от 18 до 24, 26,50 % — от 25 до 44, 22,60 % — от 45 до 64, и 22,60 % — от 65 и старше. Средний возраст жителя прихода — 37 лет. На каждые 100 женщин приходится 102,10 мужчин. На каждые 100 женщин старше 18 лет приходится 99,50 мужчин.
Средний доход на домохозяйство прихода составлял 24 637 USD, на семью — 31 806 USD. Среднестатистический заработок мужчины был 28 211 USD против 18 477 USD для женщины. Доход на душу населения составлял 12 302 USD. Около 18,20 % семей и 23,40 % общего населения находились ниже черты бедности, в том числе — 30,80 % молодежи (тех, кому ещё не исполнилось 18 лет) и 22,30 % тех, кому было уже больше 65 лет.